# Frea bituberculata
Frea bituberculata là một loài bọ cánh cứng trong họ Cerambycidae.